# Parahiekeia hebridarum
Parahiekeia hebridarum là một loài bọ cánh cứng trong họ Cerambycidae.